# William Dwight Whitney

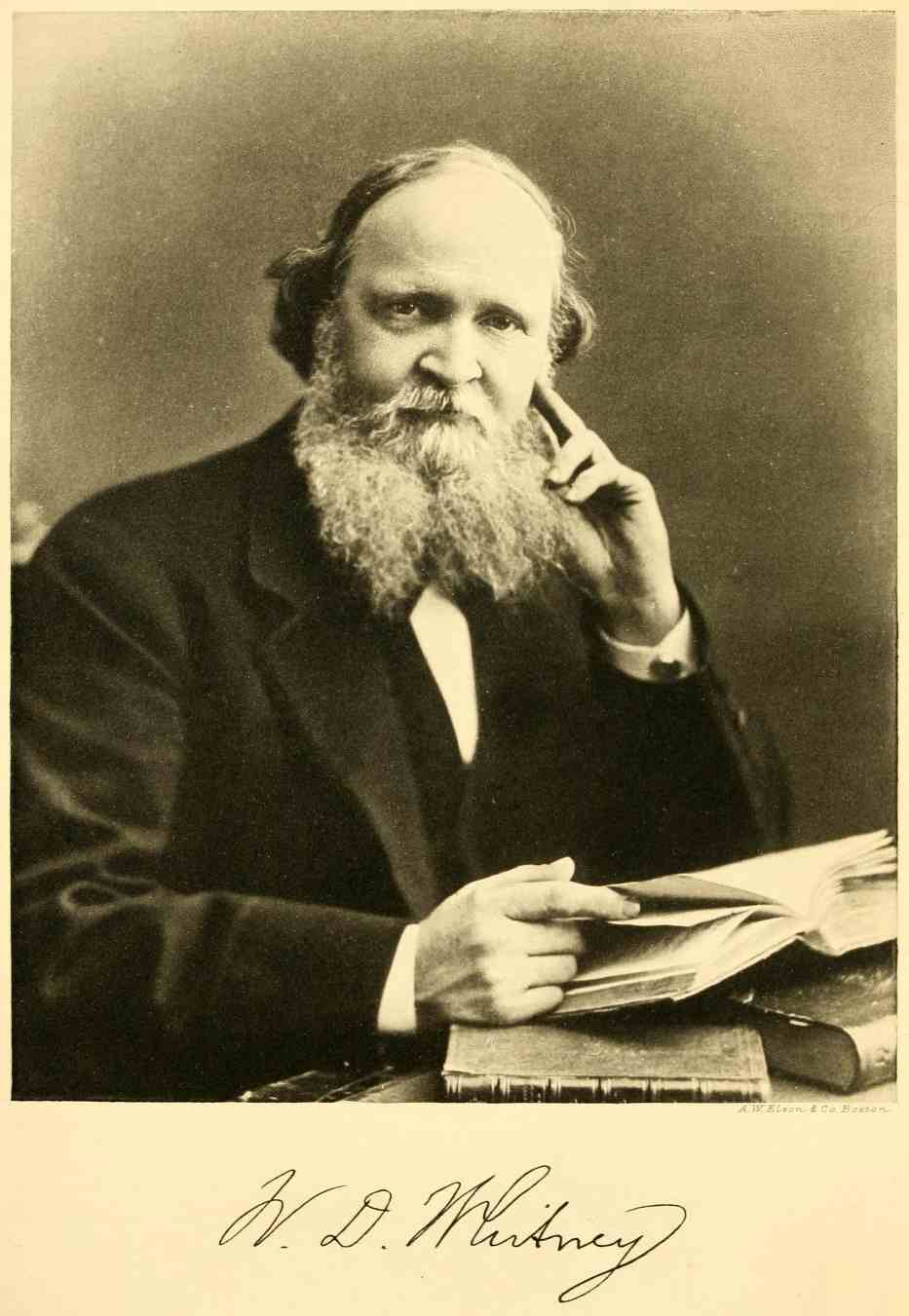
William Dwight Whitney

William Dwight Whitney [ˈwɪtni] (* 9. Februar 1827 in Northampton, Massachusetts; † 7. Juni 1894 in New Haven, Connecticut) war ein amerikanischer Orientalist und Sanskritist.

## Leben
William D. Whitney studierte ab 1849 am Yale College in New Haven und von 1850 bis 1853 an der Universität Berlin unter Albrecht Weber und an der Universität Tübingen unter Rudolf von Roth orientalische Sprachen, besonders Sanskrit. Er erhielt 1854 die Professur des Sanskrit und der vergleichenden Philologie am Yale College zu New Haven und wurde 1856 zugleich zum Bibliothekar der American Oriental Society in Boston sowie 1857 zum korrespondierenden Sekretär derselben ernannt. Bekannt geworden ist seine Bemerkung zur Schwierigkeit von Datierungen in der indischen Geschichte: „Alle in der indischen Literaturgeschichte gegebenen Daten sind gleichsam wieder zum Umwerfen aufgesetzte Kegel.“
Whitney wurde 1860 in die American Academy of Arts and Sciences gewählt, ab 1873 war er korrespondierendes Mitglied der Königlich-Preußischen Akademie der Wissenschaften und ab 1875 der Russischen Akademie der Wissenschaften in Sankt Petersburg. 1892 wurde er Ehrenmitglied (Honorary Fellow) der Royal Society of Edinburgh.

## Auszeichnungen
- 1870: Förderpreis der Bopp-Stiftung

## Schriften
- Language and its study. New York 1867; deutsch von Jolly, München 1874; in abgekürzter Form hrsg. von Morris, London 1876; 4. Aufl. 1884.
- German grammar. New York 1869.
- German reader. New York 1870 (mit Anmerkungen und Vokabular).
- Oriental and linguistic studies. New York 1872, zweite Serie 1874.
- The life and growth of language. London 1875; deutsch von August Leskien, Leipzig 1876.
- Sanskrit grammar. London 1889; deutsch von Heinrich Zimmer, Leipzig 1879, nebst einem Anhang.
- Die Wurzeln, Verbalformen und primären Stämme der Sanskritsprache. Deutsch von Heinrich Zimmer, Leipzig 1885.
- Brief german grammar. 1885.
- A practical French grammar with exercises and illustrative sentences from French authors. New York/Boston 1886.
- Key to Whitney’s French grammar. New York/Boston 1886.
- Practical French, taken from the author’s larger grammar, and supplemented by conversations and idiomatic phrases. New York/Boston 1887.
- A brief French grammar. New York/Boston 1891.
- Century Dictionary. 1891 (etwa 200.000 Wörter)
- mit M. P. Whitney: Introductory French reader. New York/Boston 1891.

Er gab ferner den Atharva Veda (mit Rudolf von Roth, Berlin 1856) heraus, übersetzte und erläuterte die Sûrya Siddhânra und Atharva Veda Prâtiçâkhya (im Journal der American Oriental Society, Band 6 u. 8) und lieferte wichtige Beiträge zu dem Petersburger Sanskritwörterbuch sowie einen Index verborum to the published text of the Atharva Veda (Newhaven 1881).